# 73 (雑誌)
73（セブンティースリー、OCLC 22239204）は、1960年から2003年にかけてアメリカ合衆国で発刊されていたアマチュア無線に関する月刊誌である。技術記事を重視していたことと、創立者・発行者のウェイン・グリーンが執筆した各号の長編社説で知られていた。雑誌のタイトルの73は、アマチュア無線用語で"Best regards"を意味する。

## 歴史
73誌の創刊号は、ニューヨーク州ブルックリンに置かれたグリーンの事業所から1960年10月に発行された。主要な寄稿編集者はケン・セッションズ(Ken Sessions, K6MVH)であり、146.76メガヘルツのFM送信周波数について言及したコラム「The Chronicles of 76」を書いた。セッションズは、アマチュア無線をテーマにした本を多数執筆し、雑誌に掲載されたハウツープロジェクトの多くを手がけた。他に、ジーン・シェファード(K2ORS)も記事を執筆した。
ARRL Letterでは、「73誌は、SSB、FM、ソリッドステート、簡単な自作プロジェクト、パーソナルコンピュータとアマチュア無線の融合の先駆的な推進者だった」と評している。1962年に編集本部がニューハンプシャー州ピーターボロに移転した。1970年代から80年代にかけての1冊の平均ページ数は300ページを超えた。
73誌は編集コラム"Never Say Die"でも知られていた。コラムでは、グリーンはセッションズと共に、しばしばアメリカ無線中継連盟(ARRL)を批判していた。"Never Say Die"という題名は、グリーンのコールサインW2NSDのサフィックスのバクロニムである。グリーンは後に『デスクトップ・コンピューティング』(Desktop Computing)、『キロボー・マイクロコンピューティング』(Kilobaud Microcomputing) 、『80マイクロ』(80 Micro)などのマイコン雑誌を創刊し、『バイト』(Byte)の創刊にも関わった。

## 廃刊
73誌は、創刊43年目の2003年9月号（第514号）で廃刊した。2003年10月・11月合併号も計画されたが、発刊されることはなかった。ウェイン・グリーンは、廃刊の主な理由として広告収入の減少による財政的圧力を挙げた。